# Ardahan (provincie)
Ardahan is een provincie in het uiterste noordoosten van Turkije. De provincie is 5576 km² groot en had 112.721 inwoners bij de volkstelling van 2007. Hoofdstad is het gelijknamige Ardahan.

## Bevolking
De bevolkingsontwikkeling sinds 2007 ziet er als volgt uit:
| 2007    | 2008    | 2009    | 2010    | 2011    | 2012    | 2013    | 2014    | 2015   | 2016   |
| ------- | ------- | ------- | ------- | ------- | ------- | ------- | ------- | ------ | ------ |
| 112.721 | 112.242 | 108.169 | 105.454 | 107.455 | 106.643 | 102.782 | 100.809 | 99.265 | 98.355 |

De bevolking van Ardahan daalt in een rap tempo. Veel families emigreren vanuit het platteland naar de grotere steden vanwege economische redenen. Het platteland van Ardahan loopt leeg. Desondanks woont nog een meerderheid (59%) van de bevolking op het platteland. Slechts 41% van de bevolking van Ardahan woont in steden: hierdoor is Ardahan de provincie met een van de laagste urbanisatiegraad van heel Turkije. De bevolking daalt in zes districten, terwijl de hoofdstad Ardahan en omgeving met  1,25% per jaar groeit. De districten met de grootste bevolkingsdaling in procenten zijn Damal (-3,33%) en Hanak (-3,03%). De districten Posof (-2,60%), Çıldır (-2,25%) en Göle (-2,19%) verliezen ook een groot deel van hun bevolking.
De leeftijdsstructuur is een iets ouder vergeleken met de rest van Turkije. Ongeveer 24% van de bevolking is jonger dan 15, 64% is tussen de 15 en 64 jaar oud en 12% is 65 jaar of ouder. Het vruchtbaarheidscijfer is precies 2 kinderen per vrouw (2016).
De meeste arbeidskrachten werken in de landbouw, voornamelijk in de veeteelt en tuinbouw. In het district Posof worden onder andere appels, peren, kersen, maïs en vele andere gewassen geteeld.

## Bestuurlijke indeling

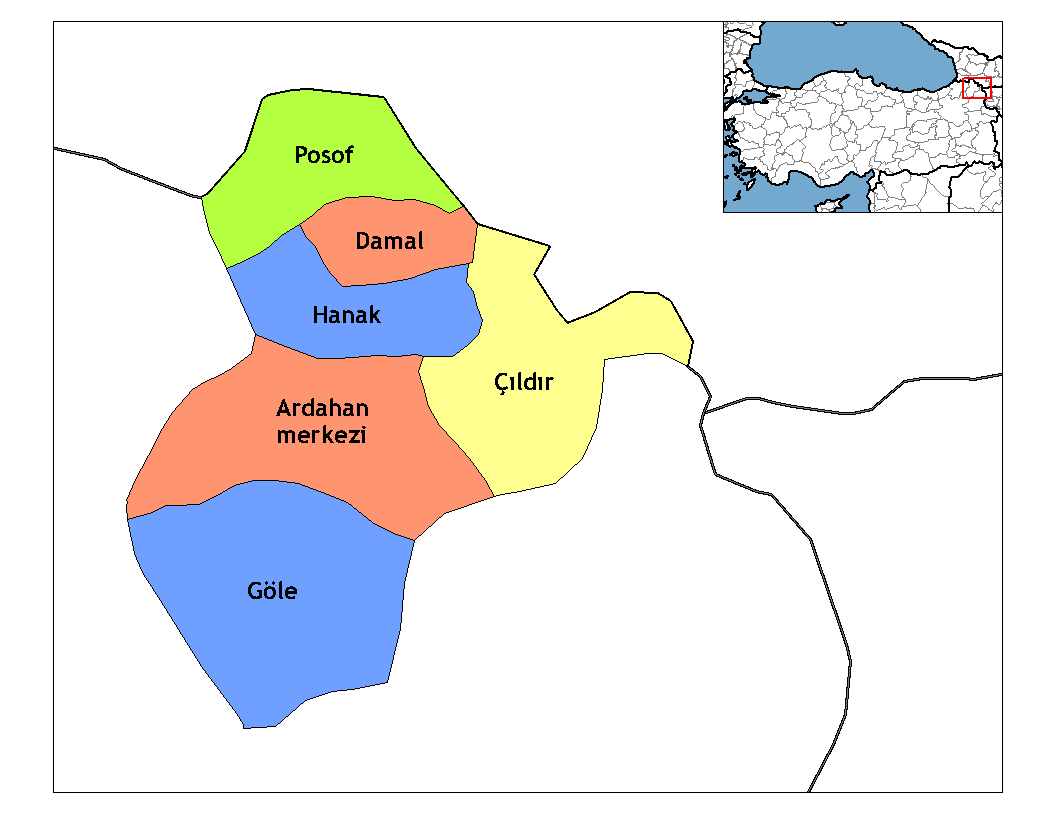
Districten van Ardahan

### Districten
De provincie bestaat uit de volgende zes districten:
| - Ardahan - Çıldır - Damal | - Göle - Hanak - Posof |